# پیترسن (مینه‌سوتا)
پیترسن، مینه‌سوتا (به انگلیسی: Peterson, Minnesota) یک شهر در ایالات متحده آمریکا است که در شهرستان فیلمور واقع شده‌است.

## خصوصیات
پیترسن ۱٫۳۲ کیلومترمربع مساحت و ۱۹۹ نفر جمعیت دارد و ۲۳۲ متر بالاتر از سطح دریا واقع شده‌است.